# Королёв, Юрий Борисович
Юрий Борисович Королёв (род. 4 июля 1958, Новокуйбышевск, Куйбышевская область, СССР) — советский и российский шашист, специализирующийся в русских шашках, двукратный чемпион мира и четырёхкратный чемпион России по русским шашкам. Международный гроссмейстер  по русским шашкам.

## Биография
Родился в Новокуйбышевске, где проживал по 1984 год . В 1998 году он переехал в Орёл по приглашению губернатора Егора Строева. Шашками начал заниматься с десяти лет. В сентябре 1973 года принял участие в первом взрослом турнире — чемпионате Куйбышевской области по русским шашкам среди мужчин. В 1974 стал бронзовым призёром, а в 1975 чемпионом области. В 1978 году поделил 5-6 место в чемпионате СССР. В 1990 году Юрий Королёв стал чемпионом СССР, а в 1991 бронзовым призёром и получил звание гроссмейстера СССР.
В 1992 на чемпионате мира, проводившимся МАРШ, стал чемпионом мира. В 1993 году в Пинске занял второе место на чемпионате мира по русским шашкам. В 2003 году в Симферополе стал чемпионом мира.
Являлся членом президиума Федерации шашек России. Шашечный тренер и судья.